# سیرشم
سیرشم (به انگلیسی: Syresham) یک روستا و محله مدنی در بریتانیا است که در ساوت نورث‌همپتون‌شر واقع شده‌است. سیرشم ۸۰۵ نفر جمعیت دارد.